# Live in 3D: Get Your Sting and Blackout
Albums de Scorpions
Amazonia: Live in the Jungle
(2009) MTV Unplugged : Live In Athens
(2013)
Live In 3D: Get Your Sting and Blackout est un blu-ray (non disponible en format DVD) live du groupe de hard rock allemand Scorpions sorti le 6 décembre 2011 et enregistré en 3D le 15 avril 2011 à Sarrebruck, en Allemagne. Cette vidéo tournée avec 11 caméras bénéficie d'un son 5.1 Surround.
Avec en bonus des images back-stage (env. 33 minutes)

## Liste des pistes
1. Ladies and Gentlemen
2. Sting in the Tail
3. Make It Real
4. Bad Boys Running Wild
5. The Zoo
6. Coast to Coast
7. Loving You Sunday Morning
8. The Best is Yet to Come
9. Send Me an Angel
10. Holiday
11. Raised on Rock
12. Tease Me Please Me
13. Dynamite
14. Kottak Attack
15. Blackout
16. Six String Sting
17. Big City Nights
18. Still Loving You
19. Wind of Change
20. Rock You Like a Hurricane
21. When the Smoke is Going Down

## Membres du groupe
- Klaus Meine (Chant, guitare rythmique)
- Rudolf Schenker (Guitare rythmique et soliste, guitare acoustique, chœurs)
- Matthias Jabs (Guitare soliste et rythmique, guitare acoustique, Voice box, chœurs)
- Pawel Maciwoda (Basse, chœurs)
- James Kottak (Batterie, chœurs)